# Walter Skolnik
Walter Skolnik (New York, 20 juli 1934) is een Amerikaans componist en muziekpedagoog.

## Levensloop
Skolnik studeerde aan het Brooklyn College in Brooklyn en verder aan de Indiana University in Bloomington (Indiana) waar hij in 1969 tot Ph.D. (Philosophiæ Doctor) promoveerde. Zijn compositie leraren waren onder andere Bernhard Heiden, Thomas Beversdorf en Goffredo Petrassi. 
Als Composer-in-Residence was hij werkzaam met een studiebeurs van de Ford Foundation en de New York State Council on the Arts in het MENC-Ford Foundation Contemporary Music Project in 1966-1968 en later in de Shawnee Mission school district in Kansas. Aansluitend was hij docent aan de Youngstown State University in Youngstown (Ohio). 
Als componist schreef hij een groot aantal werken voor koren, harmonieorkesten en orkesten, maar ook instrumentale solo's en vooral kamermuziek. Zijn werken staan soms als verplichte werken op verschillende wedstrijden in de lijsten. Hij schreef voor ieder van zijn drie kinderen een Lullaby; Lullaby voor Gabriel is voor zijn zoon, Lullaby for Lydia in de lydische toonladder voor zijn kleindochter, die op 14 mei 2002 geboren werd. Tegenwoordig woont hij in New York. 

## Composities

### Werken voor orkest
- 2004 Concierto, voor altviool en klein orkest
- 2004-2005 Serenade, voor cello en orkest
- Cornucopia, voor hoorn solo en strijkorkest

### Werken voor harmonieorkest
- 1968 Toccata festiva
- 1971 Along the Santa Fe Trail
- 1972 Quixotic Rhapsody
- 1976 Little Suite in Bes
- 1977 Intrada
- 1977 Martian Music
- 1977 Promenade
- Concert Music, voor groot koper-ensemble en pauken
- Saxoliloquy, voor altsaxofoon en harmonieorkest

### Werken voor koren
- 1980 Three songs of the sea, voor gemengd koor
  1. Blow, ye winds
  2. The Golden Vanity
  3. Blow the man down
- A Flea and a Fly in a Flue, voor driestemmig vrouwenkoor (SSA) of kinderkoor

### Vocale muziek
- Psalm 96, voor sopraan en gemengd koor
- Three Nonsense Songs - tekst: Edward Lear

### Kamermuziek
- 1968 Intermezzo, voor klarinet en piano
- 1972 Meditation, voor tenorsaxofoon en piano
- 1972 Pastorale voor blazerskwintet
- 1978 Sonatina, voor hobo en piano
- 1983 Sonatina, voor fagot en piano
- 1983 Serenade, voor saxofoonkwartet
- 1984 Divertimento, voor hoorn, trompet en trombone
- 1985 Nocturne, voor basklarinet en piano
- 1985 Reverie, voor altklarinet en piano
- 1987 Arabesque, voor klarinetkwartet
- 1990 Four concert etudes, voor klarinet
- 1998 4 Bagatelles, voor cello en piano
- 2000 Serenades, voor dwarsfluit en fagot
- 2001 Ten duos, voor trompet en trombone
- 2002 Lullaby for Lydia, in lydische toonladder voor dwarsfluit en piano
- 2003 Sonata, voor dwarsfluit en piano
- 2004 Sonata, voor klarinet en piano
- 2004 Sonatina, voor klarinet en piano
- 2005 Trio, voor klarinet, altviool en piano
  1. Andante
  2. Adagio
  3. Moderato
- 3 Pieces, voor bastrombone en piano
  1. Preludio
  2. Capriccio
  3. Toccata
- 4 Improvisations, voor twee altsaxofoons, tenorsaxofoon en baritonsaxofoon
- Arioso and Danza, voor sopraansaxofoon (of: klarinet) en piano
- Concertino, voor hobo en strijkkwintet 
  1. Moderato
  2. Nocturne: Lento tranquillo - Allegretto scherzando
  3. Allegretto
- Duo Concertante, voor altsaxofoon en piano
- Elegy, voor baritonsaxofoon en piano
- Fantasia On G.A.B.E., voor koperkwintet
- Lullaby for Curly, voor eufonium en piano (of: orgel)
- Lullaby for Doria, voor altsaxofoon en piano
- Lullaby for Gabriel, voor dwarsfluit en piano
- Serenade in F, voor 2 klarinetten
- Sonata, voor twee klarinetten en piano
- Sonata, voor trompet en piano
- Sonata, voor tuba en piano
  1. Pesante
  2. Sostenuto
  3. Allegretto
- Sonatina, voor hoorn en piano
- Sonatina, voor tenorsaxofoon en piano
- Valse caprice, voor contrabas (of: tuba) en piano

### Werken voor orgel
- Concertino

### Werken voor piano
- 1971 Sonata
  1. Allegro moderate
  2. Lento
  3. Allegretto giocoso
- 1997 Suite (1997)
  1. "Preludio"
  2. "Arioso"
  3. "Toccata"

## Publicaties
- Niall O'Loughlin: Modern Wind: Six Casual Developments for Clarinet and Piano by Henry Cowell; Sonatina for Clarinet and Piano by Jindřich Feld; Sonatina for Alto Saxophone and Piano by Walter Skolnik; Quartet for English Horn and String Trio by Jean Françaix, in: The Musical Times, Vol. 113, No. 1554 (Aug., 1972), p. 802